# KU Весов
KU Весов (лат. KU Librae), HD 128987 — одиночная переменная звезда в созвездии Весов на расстоянии приблизительно 77,5 световых лет (около 23,8 парсеков) от Солнца. Видимая звёздная величина звезды — от +7,39m до +7,36m.

## Характеристики
KU Весов — жёлтый карлик, вращающаяся переменная звезда типа BY Дракона (BY) спектрального класса G6V или G8Vk:. Эффективная температура — около 5698 К.